# Кашине деј Ливели (Бергамо)
Кашине деј Ливели је насеље у Италији у округу Бергамо, региону Ломбардија.
Према процени из 2011. у насељу је живело 31 становника. Насеље се налази на надморској висини од 163 м.